# Mario Battistini

Firma di Mario Battistini (ca. 1940)

Mario Battistini (Volterra, 15 settembre 1885 – Schaerbeek, 19 aprile 1953) è stato uno storico e storico della scienza italiano.

## Biografia
Nato a Volterra il 15 settembre 1885, fin da giovane manifestò interessi storico-letterari. Si laureò presso l'Università di Firenze e si dedicò all’insegnamento nelle scuole secondarie dell città. Prese parte alla prima guerra mondiale. Nel 1926, per fuggire dal regime fascista, lasciò l'Italia e si trasferì in Belgio, a Bruxelles, dove sposò Marguerite Moreau, una professoressa del liceo femminile di Schaerbeek che aveva conosciuto a Firenze. In Belgio continuò a dedicarsi agli studi storici, occupandosi in particolare dei rapporti fra il Belgio e l'Italia: pubblicò una serie di scritti sulla vita dei patrioti italiani esuli in Belgio durante il Risorgimento e sul ruolo dei banchieri italiani nelle Fiandre del Cinquecento. Un altro importante filone delle sue ricerche è relativo alla storia della medicina: scrisse soprattutto sulla storia dell’assistenza ospedaliera in Italia (in particolare a Volterra, sua città natale) e sulla vita e l'opera di medici italiani e stranieri, specialmente belgi. Nei suoi contributi si percepisce il suo metodo di studio da ricercatore scrupoloso, frequentatore di biblioteche e archivi, fedele interprete di documenti. Durante i suoi 68 anni di vita pubblicò oltre 360 scritti, studi e ricerche di carattere storico-umanistico, artistico e storico-scientifico. Morì il 19 aprile 1953 per un incidente.

## Archivio
La biblioteca del Museo Galileo conserva un fondo archivistico composto da documenti manoscritti e dattiloscritti: lettere inviate fra il 1937 e il 1952, appunti, schede e trascrizioni che il Battistini utilizzava per la preparazione dei suoi scritti e la bibliografia delle sue opere.

## Alcune pubblicazioni
- Francesco Piccolomini e un suo scritto educativo per il gran principe di Toscana, in Bullettino senese di storia patria, 1915,  434-438.
- Le relazioni fra Volterra e l'Umbria nel secolo XIV : umbri che furono Podestà e Capitani del Popolo a Volterra, in Bollettino per l'Umbria, 1916/17,  157-161.
- Senesi insegnanti, in Bullettino senese di storia patria, 1917,  295-300.
- L'ospedale di S. Lazzero in Volterra poi commenda dei Cavalieri di Malta, Roma, Tip. dell'Unione editrice, 1918.
- L'affresco di Iacopo Orcagna e di Niccolò di Pietro nel Palazzo dei Priori di Volterra, in L'arte : rivista di storia dell'arte medievale e moderna, 1920,  p. 162.
- Saline di Volterra ai suoi figli caduti nella guerra nazionale, 1915-1918, Firenze, Tipografia sordomuti, 1920.
- I medici e la medicina a Volterra nel Medioevo : contributo alla storia della medicina, Castelfiorentino, Tip. Giovannelli e Carpitelli, 1922.
- Un botaniste flamand à la cour de Toscane : Joseph Goedenhuyse, in Revue de l'Université de Bruxelles, 1926.
- Le relazioni di Adolfo Quetelet con i dotti italiani, in Rivista di storia delle scienze mediche e naturali, 1929,  115-127.
- Viaggiatori stranieri in Italia nei sec. XVII e XVIII : notizie e impressioni su l'assistenza ospitaliera, in Rivista di storia delle scienze mediche e naturali, 1929,  199-203.
- Scienziati italiani in Belgio, in Rivista di storia delle scienze mediche e naturali, 1930,  209-211.
- Documenti italiani nel Belgio : lettere del Poliziano, Ariosto, Aretino, Guarini, T. Tasso, Alfieri, Giov. Serafino Volta, Pellico e Cantù tratte dall'autografoteca della famiglia Warocqué di Mariemont, in Giornale storico della letteratura italiana, 1931,  296-317.
- Gli spedali dell'antica diocesi di Volterra, Pescia, Tip. G. Franchi, 1932.
- La fortuna del Pellico in Belgio, in Rassegna storica del Risorgimento, 1933.
- Rapporti di Mazzini con democratici del Belgio, in Giornale storico e letterario della Liguria, 1935.
- Gioberti in Belgio : contrasti e problemi della cultura belga, in Quaderni di cultura e storia sociale, 1953.